# Szent Szilvia
Szent Szilvia (515? – 592?) Nagy Szent Gergely pápa édesanyja, a római katolikus egyházban a várandós anyák biztonságos szülésének védőszentje. November 3-án emlékeznek meg róla.

## Élete
Kevés információ maradt fenn életéről. Születési helye Szicíliában vagy Rómában lehetett. Férje, Gordianus római helytartó révén a család igen pozicionált volt.
Két fiúgyermeke született, a fiatalabb neve feledésbe merült az idők során. Két  sógornőjét, Trasillát és Emilianát ugyancsak szentté avatták, ahogy Gordiana sógornőjét és férjét, Gordianust is.
Szilviát nagy jámborsága miatt tartják számon. Fiának kiemelkedő oktatást biztosított. Férje halála után életét teljesen a vallásnak szentelte, „új cellában áldott Pál kapuja mellett” (cella nova juxta portam beati Pauli).[forrás?]
Nagy Gergely szüleit a római Szt. András kolostorban  mozaik portrén örökítették meg, amit Johannes Diaconus aprólékos leírása igazol. Szilvia varázsos arccal ül a képen, még ráncai sem tudják szépségét elpalástolni. Kifejező nagy, kék szemei a grácia kifejezését hordozzák.

## Szentté avatása
Szilvia kápolnát építtetett házában. A palesztinai Mar Saba kolostor szerzetesei éltek itt, és a helyet Szt. Sabasnak ajánlották fel.
VIII. Kelemen pápa (1592–1605) november 3-ával vette fel nevét a mártírok sorába. A várandós anyák szerencsés szülésének védőszentje lett.